# 庄内通
庄内通（しょうないとおり）は、愛知県名古屋市西区の地名。現行行政地名は庄内通1丁目から庄内通5丁目。住居表示未実施。

## 地理
名古屋市西区中央部に位置する。西は名塚町・大金町・鳥見町・笠取町、南は浄心本通に接する。

## 歴史

### 町名の由来
庄内川に由来する。庄内は荘園（庄園）を流れる川を表す。また、アイヌ語の「ショナビ」（川の土砂により堆くなった土地の意であるという）が転訛して「ショナイ」となったとする説が『西区70年のあゆみ』に紹介されている。

### 沿革
- 1942年（昭和17年）2月1日 - 西区稲生町の一部により、同区庄内通として成立[1]。
- 1949年（昭和24年）2月1日 - 西区稲生町・名塚町・笠取町・大金町の各一部を編入する[1]。

## 世帯数と人口
2019年（平成31年）2月1日現在の世帯数と人口は以下の通りである。
| 町丁   | 世帯数  | 人口    |
| ------ | ------- | ------- |
| 庄内通 | 720世帯 | 1,144人 |

### 人口の変遷
国勢調査による人口の推移
| 2000年（平成12年） | 1,192人 | [ WEB 6 ] |  |
| 2005年（平成17年） | 1,147人 | [ WEB 7 ] |  |
| 2010年（平成22年） | 1,117人 | [ WEB 8 ] |  |
| 2015年（平成27年） | 1,271人 | [ WEB 9 ] |  |

## 学区
市立小・中学校に通う場合、学校等は以下の通りとなる。また、公立高等学校に通う場合の学区は以下の通りとなる。
| 番・番地等 | 小学校               | 中学校               | 高等学校 |
| ---------- | -------------------- | -------------------- | -------- |
| 全域       | 名古屋市立庄内小学校 | 名古屋市立名塚中学校 | 尾張学区 |

## 交通
- 愛知県道63号名古屋江南線（名草線）[2]
- 名古屋市営地下鉄鶴舞線庄内通駅[2]

## 施設
- ミユキモール
- 名古屋高速6号清須線庄内通出入口
- 三十三銀行庄内支店[2]
- 丸八証券庄内支店
- 名古屋市営地下鉄鶴舞線庄内通駅

- ミユキモール
- 三十三銀行庄内支店

## その他

### 日本郵便
- 郵便番号 : 451-0016[WEB 3]（集配局：名古屋西郵便局[WEB 12]）。

### WEB
1. 1 2  “愛知県名古屋市西区の町丁・字一覧”.   人口統計ラボ. 2017年10月7日閲覧。
2. 1 2  “町・丁目(大字)別、年齢(10歳階級)別公簿人口(全市・区別)”.   名古屋市 (2019年2月20日). 2019年3月10日閲覧。
3. 1 2  “郵便番号”.  日本郵便. 2019年3月10日閲覧。
4. ↑  “市外局番の一覧”.   総務省. 2019年1月6日閲覧。
5. ↑  名古屋市役所市民経済局地域振興部住民課町名表示係 (2015年10月21日). “西区の町名一覧”.   名古屋市. 2017年10月7日閲覧。
6. ↑  名古屋市役所総務局企画部統計課統計係 (2005年7月1日). “（刊行物）名古屋の町(大字)・丁目別人口 (平成12年国勢調査) 西区” (xls). 2017年10月8日閲覧。
7. ↑  名古屋市役所総務局企画部統計課統計係 (2007年6月29日). “平成17年国勢調査　名古屋の町(大字)別・年齢別人口 西区” (xls). 2017年10月8日閲覧。
8. ↑  名古屋市役所総務局企画部統計課統計係 (2012年6月29日). “平成22年国勢調査　名古屋の町(大字)別・年齢別人口 西区” (xls). 2017年10月8日閲覧。
9. ↑  名古屋市役所総務局企画部統計課統計係 (2017年7月7日). “平成27年国勢調査　名古屋の町(大字)別・年齢別人口” (xls). 2017年10月8日閲覧。
10. ↑  “市立小・中学校の通学区域一覧”.   名古屋市 (2018年11月10日). 2019年1月14日閲覧。
11. ↑  “平成29年度以降の愛知県公立高等学校（全日制課程）入学者選抜における通学区域並びに群及びグループ分け案について”.   愛知県教育委員会 (2015年2月16日). 2019年1月14日閲覧。
12. ↑  郵便番号簿 平成29年度版 - 日本郵便. 2019年03月10日閲覧 (PDF)

### 文献
1. 1 2 3  名古屋市計画局 1992, p. 762.
2. 1 2 3 4 5  「角川日本地名大辞典」編纂委員会 1989, p. 1507.

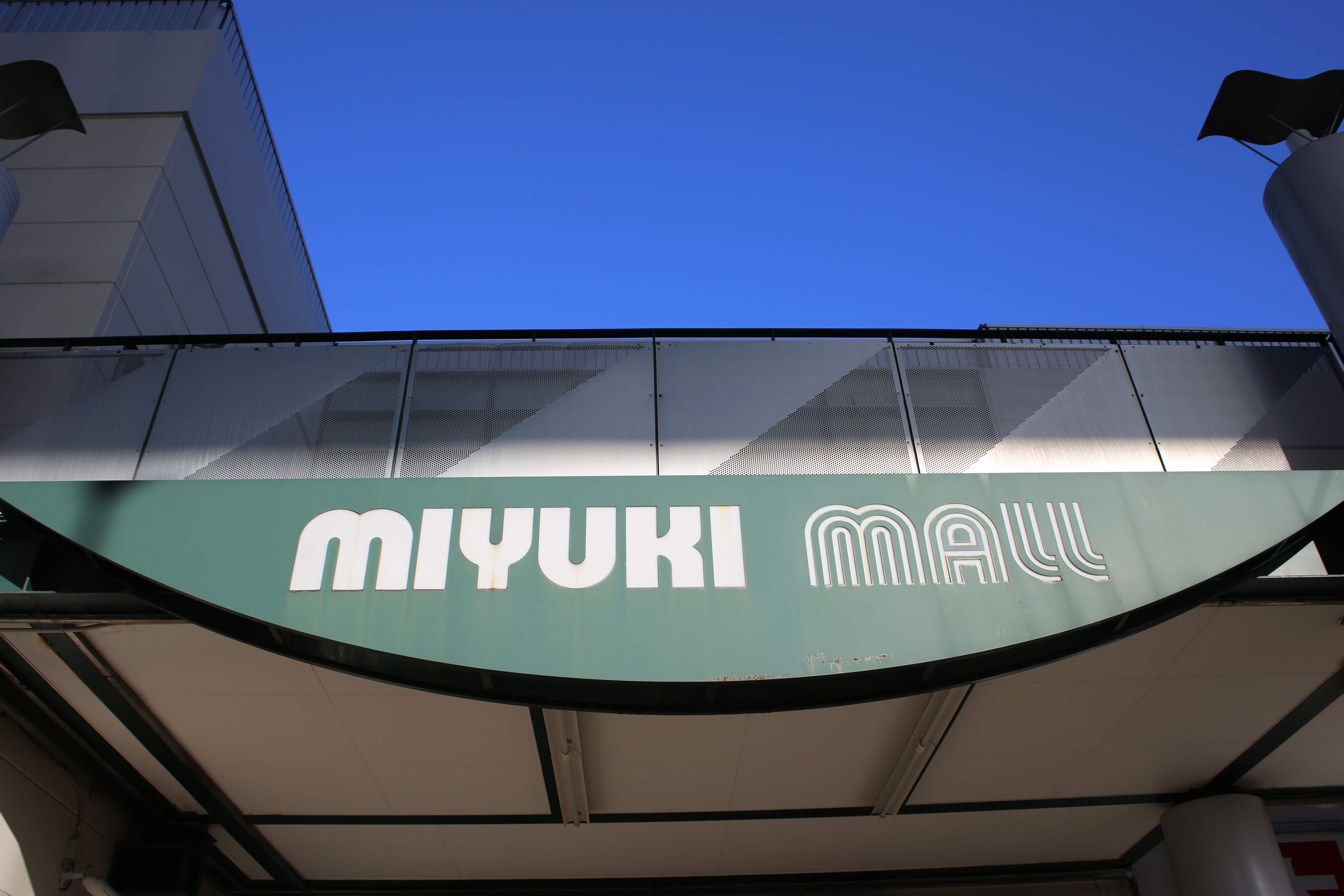
ミユキモール
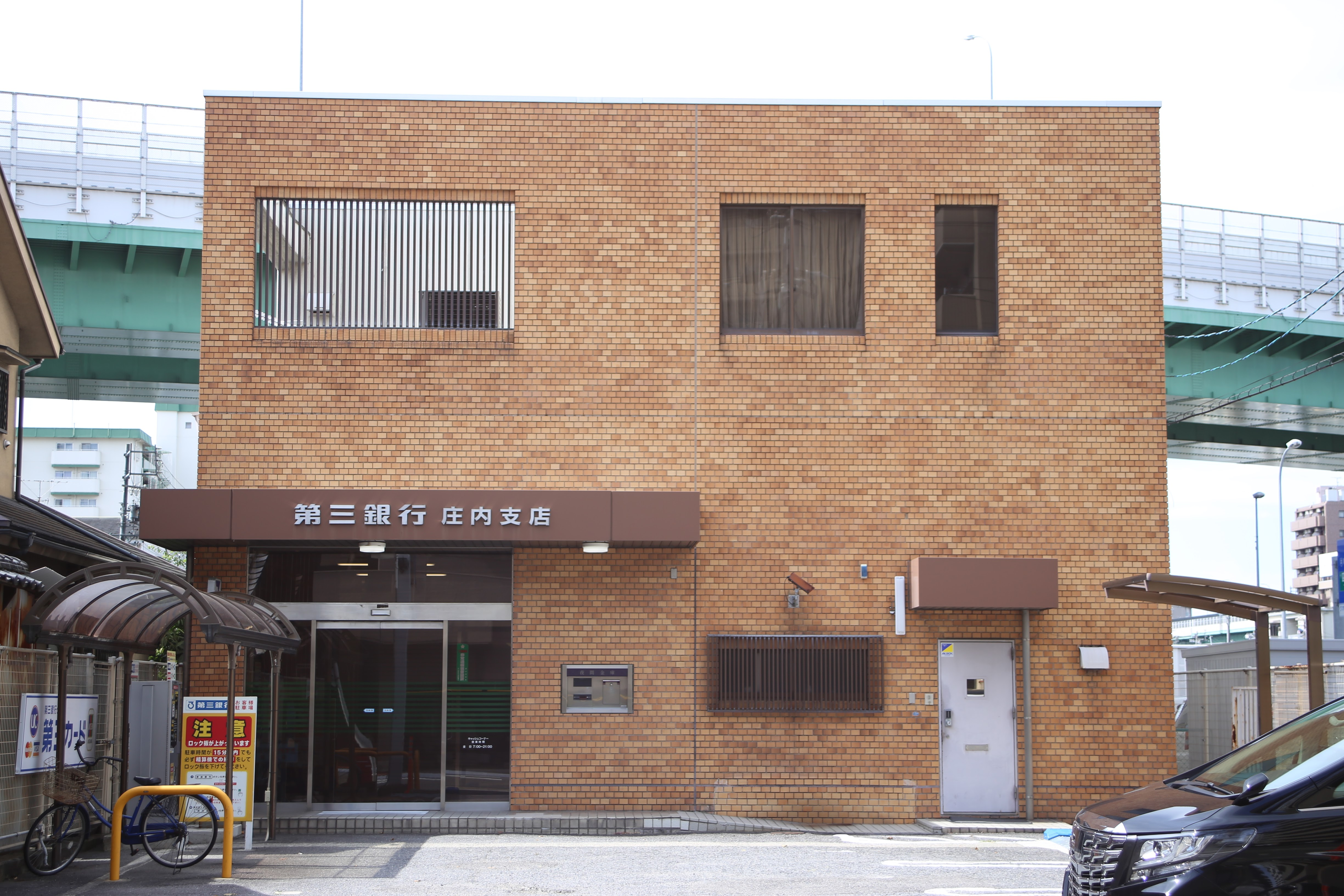
三十三銀行庄内支店

3. 1 2  「角川日本地名大辞典」編纂委員会 1989, p. 691.
4. ↑  西区制70周年記念誌編纂委員会 1978, p. 291.